# Tulen
Tulen (en rus: Тулень) és un poble del krai de Krasnoiarsk, a Rússia, segons el cens del 2010 tenia 13 habitants. Pertany al districte municipal d'Àban.